# 亞美尼亞郵政
亞美尼亞郵政是亞美尼亞的官方國營郵政業者。亞美尼亞郵政成立於1991年，在亞美尼亞有900處據點，並且在美國有兩處海外據點。

## 外部連結
- 官方网站 （亞美尼亞語） 官方网站 (in English)